# Ulomyia yanoi
Ulomyia yanoi és una espècie d'insecte dípter pertanyent a la família dels psicòdids que es troba a Àsia: el Japó (incloent-hi la prefectura d'Ehime a l'illa de Shikoku).